# 毛狐猴屬
毛狐猴屬（学名 Avahi），是靈長目大狐猴科的一屬，与其他狐猴一样，它们只产于马达加斯加。
毛狐猴体长在30-45厘米之间，体重600-1200克，是大狐猴科中最小的一类。它们的毛发短而卷，通常为灰色或白色，尾巴为橙色。
毛狐猴生活在热带雨林中，以树叶为食。一般以两到五只为一群，包括一对成年毛狐猴和它们的孩子。
毛狐猴的孕期为四到五个月，每年九月产仔。断奶期为六个月，一到两年后即可离开母亲单独生活。

## 分类
目前已发现有四种毛狐猴：
- 東部毛狐猴　Avahi laniger
- 西部毛狐猴　Avahi occidentalis
- Avahi unicolor
- Avahi cleesei